# Allegra Lapi
Allegra Lapi (Bagno a Ripoli, 8 settembre 1985) è una pallanuotista italiana.

## Palmarès

### Club
- Campionato italiano: 1

Fiorentina: 2006-07
- LEN Champions Cup: 1

Fiorentina: 2006-07
- Supercoppa LEN: 1

Fiorentina: 2007

### Nazionale
- World League

Cosenza 2006: 
Tianjin 2011: 
- Europei

Belgrado 2006: 
Eindhoven 2012: 